# Colo (filme)
Colo é um filme dramático português de 2017, realizado, escrito e produzido por Teresa Villaverde. A longa-metragem é protagonizada por Beatriz Batarda, João Pedro Vaz e Alice Albergaria Borges, membros de uma família a viver os efeitos da crise financeira dos anos 2010.
A sua estreia mundial ocorreu na sexagésima sétima edição do Festival de Berlim a 15 de fevereiro de 2017, onde competiu pelo Urso de Ouro.

## Sinopse
Em Lisboa, uma mãe trabalha em dois empregos enquanto o seu marido ficou desempregado, os efeitos da crise económica dos anos 2010. Têm uma filha adolescente, que tenta encontrar o seu caminho por entre as novas limitações financeiras. Com as dificuldades que se vão acumulando, gradualmente os membros desta família afastam-se uns dos outros, e uma tensão cresce em silencio e culpa. O pai desempregado passa os seus dias a olhar a paisagem no horizonte que não lhe oferece oportunidades de futuro. A mãe regressa sempre exausta a casa depois de trabalhar duplos turnos. A filha adolescente mantém segredos para si, idealizando a vida que poderia ter se tivesse dinheiro.

## Elenco
- Beatriz Batarda, como Mãe.
- João Pedro Vaz, como Pai.
- Alice Albergaria Borges, como Marta.
- Clara Jost, como Júlia.
- Tomás Gomes, como João.
- Dinis Gomes, como Pescador.
- Ricardo Aibéo, como Jaime.
- Simone de Oliveira, como Avó.
- Rita Blanco, como Sílvia.
- Angela Cerveira, como Senhora do Café.

## Dados técnicos
- Produção: Alce Filmes e Portugal Film
- Formato: Digital (Digital Cinema Package DCP) / Cor
- Produtor: Teresa Villaverde[5]
- Assistente de realização: Paulo Belém
- Diretores de produção: Bruno Adrião e Catarina Barros
- Diretor de fotografia: Acácio de Almeida
- Operador de som: Heine Florian
- Montagem de som: Marion Papinot e Josefina Rodríguez
- Montagem: Rodolphe Molla
- Laboratório de imagem: La Ruche Studio, Paris

## Produção
A ideia para o argumento de Colo surgiu a Villaverde enquanto a autora não só vivia as consequências da crise financeira dos anos 2010, mas também a partir de uma reflexão sobre a rapidez com que a comunidade processou diferenças e adaptações aos novos constrangimentos económicos. Ainda assim, a autora não pretendeu com o guião especificar a situação financeira em Portugal ou referências temporais. A longa-metragem é uma co-produção luso-francesa que marca a estreia da realizadora no cinema digital. Colo contou com o apoio financeiro do Instituto do Cinema e do Audiovisual. Foi distribuído internacionalmente pela Films Boutique.

## Temas e estilo
Apesar da temática das consequências da crise financeira dos anos 2010 em Portugal, os protagonistas não têm uma reação política contra o Governo, não buscam culpados para a sua situação, não dão qualquer sinal de consciência política, não se fala da Troika nem de nenhum governante. Pelo contrário, o filme procura representar como sofrem e acumulam progressivamente as mazelas. Procura-se demonstrar que as feridas afetivas são ainda mais difíceis de sarar do que as financeiras.  Tal como em Os Mutantes ou Transe, Colo revela um elaborado trabalho com os atores, interpretando personagens em necessidade de superar um qualquer lugar-comum psicológico ou comportamental.
Os planos amplos da câmera ajudam a capturar esse estado de humor e a tentativa de um movimento em frente pelos personagens. Os restantes movimentos de câmera são elegantes e precisos, embora Villaverde não se preocupe em embelezar a cena, demonstrando cores mortas, o céu cinzento.  Colo surgiu como uma reflexão atual e serena sobre o caminho comum das sociedades europeias. Fala sobre o isolamento e a perplexidade das comunidades perante as dificuldades financeiras e sistémicas que vão surgindo. É um filme em tensão crescente que nunca chega a explodir e que recai, também, sobre a vida dentro das nossas famílias.

## Lançamento
Colo estreou a 15 de fevereiro na edição de 2017 do Festival de Berlim. O filme estreou em Portugal no dia 15 de março de 2018, em Lisboa (Cinema Ideal, Medeia Monumental), no Porto (Cinema Trindade, Teatro Campo Alegre) e em Coimbra (Alma Shopping). 

### Festivais
O filme fez parte da seleção dos seguintes Festivais internacionais de cinema:
- Festival Internacional de Cinema de Berlim (Alemanha, fevereiro de 2017)[14][15]
- Festival Internacional de Cine del Uruguay (Uruguai, abril de 2017)
- Festival de Hong Kong (Hong Kong, abril de 2017)
- IndieLisboa (Portugal, maio de 2017)[4]
- Festival de Melbourne (Austrália, agosto de 2017)
- Scanorama Film Festival Vilnius (Lituânia, novembro de 2017)
- Festival de Turim (Itália, novembro de 2017)[16][17]
- Göteborg Film Festival (Suécia, fevereiro de 2018)
- Villeurbanne Festival Reflets du cinéma ibérique et latino-américain (França, março de 2018)
- Festival de Vukovar (Croácia, agosto de 2018)

## Receção

### Crítica
A crítica internacional foi altamente negativa para com o filme. Rui Martins, escrevendo para o Jornal Opção, brasileiro, noticiou que a crítica internacional, desagradada com os "'silêncios', os planos fixos demorados e a falta de movimento em contraposição às cenas mais rápidas da moderna cinematografia", abandonou a exibição para críticos do filme no Festival Internacional de Cinema de Berlim e não compareceu à coletiva para a imprensa, embora tenha apreciado o tema, que foi considerado "dos melhores".
Stephen Dalton, crítico na revista norte-americana The Hollywood Reporter, num trocadilho, referiu que "colo-nic irrigation would be more fun than this drab slab of anti-social realism" ("a hidrocolonterapia seria mais divertida que esta laje monótona de realismo anti-social"), no entanto falando de dois pontos positivos: as atrizes mais jovens trazerem uma "authentically gawky adolescent awkwardness to their roles" ("estranheza adolescente autenticamente desajeitada aos seus papéis") e que "Cinematographer Acacia de Almeida also locates tiny pockets of lyricism in unlikely locations, from a litter-strewn rooftop to a crumbling beach hut." ("a cinematógrafa Acácia de Almeida também localiza pequenos bolsos de liricismo em locais pouco habituais, desde um telhado cheio de lixo até uma tenda de praia em ruínas").
Luís Diogo, do Jornal de Notícias, comentou que a imprensa portuguesa não veiculou nem o abandono nem a crítica negativa do Reporter.
No entanto, houve críticas mais positivas. Jessica Kiang, da Variety, falou de "Portuguese filmmaker Teresa Villaverde's enigmatic, intelligent but drowsily paced examination of familial dissolution in modern Portugal" ("exame enigmático, inteligente mas lentamente atempado da cineasta portuguesa Teresa Villaverde sobre a dissolução familiar no Portugal moderno"), ao passo que a Screen Daily também deu crítica positiva.
O crítico português Jorge Mourinha, no Público, referiu-se a "um filme duro, difuso, comovente, perturbante sobre o que acontece às vidas normais quando a crise atinge o último reduto, o da família. Um statement português na Alemanha da disciplina orçamental".

### Premiações
| Ano  | Premiação                             | Categoria                                    | Trabalho                                  | Resultado | Ref.   |
| ---- | ------------------------------------- | -------------------------------------------- | ----------------------------------------- | --------- | ------ |
| 2017 | Festival de Berlim                    | Urso de Ouro, Melhor filme                   | Colo, Teresa Villaverde                   | Indicado  | [ 24 ] |
| 2017 | Bildrausch Filmfest Basel             | Bildrausch Ring of Film Art, Melhor filme    | Colo, Teresa Villaverde                   | Venceu    | [ 25 ] |
| 2018 | CinEuphoria                           | Melhor filme, Competição nacional            | Colo, Teresa Villaverde e Cécile Vacheret | Indicado  | [ 26 ] |
| 2018 | CinEuphoria                           | Top 10 do ano, Competição nacional           | Colo, Teresa Villaverde e Cécile Vacheret | Venceu    | [ 26 ] |
| 2018 | CinEuphoria                           | Melhor realizador, Competição nacional       | Teresa Villaverde                         | Venceu    | [ 26 ] |
| 2018 | CinEuphoria                           | Melhor cinematografia, Competição nacional   | Acácio de Almeida                         | Indicado  | [ 26 ] |
| 2018 | CinEuphoria                           | Melhor edição, Competição nacional           | Rodolphe Molla                            | Indicado  | [ 26 ] |
| 2018 | CinEuphoria                           | Melhor argumento, Competição nacional        | Teresa Villaverde                         | Indicado  | [ 26 ] |
| 2018 | CinEuphoria                           | Melhor atriz secundária, Competição nacional | Beatriz Batarda                           | Indicado  | [ 26 ] |
| 2018 | CinEuphoria                           | Melhor atriz, Competição nacional            | Alice Albergaria Borges                   | Indicado  | [ 26 ] |
| 2018 | CinEuphoria                           | Melhor ator, Competição nacional             | João Pedro Vaz                            | Indicado  | [ 26 ] |
| 2018 | Festival L'Europe Autour de l'Europe  | Prix Sauvage, Melhor filme                   | Colo, Teresa Villaverde e Cécile Vacheret | Venceu    | [ 27 ] |
| 2019 | Prémio Autores                        | Melhor filme                                 | Colo, Teresa Villaverde e Cécile Vacheret | Indicado  | [ 28 ] |
| 2019 | Prémio Autores                        | Melhor argumento                             | Colo, Teresa Villaverde                   | Indicado  | [ 28 ] |
| 2019 | Globos de ouro                        | Melhor atriz                                 | Beatriz Batarda                           | Indicado  | [ 29 ] |
| 2019 | Prémios Sophia da Academia Portuguesa | Melhor atriz secundária                      | Beatriz Batarda                           | Indicado  | [ 30 ] |
| 2019 | Prémios Sophia da Academia Portuguesa | Melhor canção original                       | Arabic Soul, Tomás Gomes                  | Indicado  | [ 30 ] |